# 卡巴洛
卡巴洛是剛果民主共和國的城鎮，由加丹加省負責管轄，位於該國東部盧阿拉巴河畔，距離首都金沙薩1,200公里，盧旺達邊界處於該鎮東北600公里，2010年人口估計約58,332。
06°03′00″S 26°55′00″E / 6.05000°S 26.91667°E